# Ујед за душу
Ујед за душу је осми студијски албум музичке групе Рибља чорба, објављен 1987. године.
На овом албуму нема политички оријентисаних песама, изузев песме „Члан мафије“ која критикује Савез комуниста Југославије. Песма „Задњи воз за Чачак“ је обрада песме „Last Train to Clarksville“ групе The Monkees. На албуму су се још нашле и песме „Кад падне ноћ (Упомоћ)“ која је постала један од највећих хитова групе, као и балада „Да, то сам ја“. Две песме које нису објављене на албуму, „Несрећнице није те срамота“ и „Зашто куче арлауче“, дељене су као промо сингл уз првих хиљаду примерака албума.
За разлику од претходног, на овом албуму није било гостију. На унутрашњој страни омота плоче је писало: „На овој плочи нема гостију. Који ће нам.“

## Списак песама
1. Свирао је Дејвид Бови — 3:08
2. Када падне ноћ (Упомоћ) — 4:23
3. Не спавај гола — 3:21
4. Задњи воз за Чачак — 2:44
5. Црвена су дугмад притиснута — 4:21
6. Луд сто посто — 4:16
7. Пропала ноћ — 3:24
8. Члан мафије — 3:05
9. Неке чудне материје — 2:27
10. Да, то сам ја — 4:38

## Чланови групе
- Бора Ђорђевић — вокал
- Видоја Божиновић — гитара
- Никола Чутурило — гитара
- Миша Алексић — бас-гитара
- Вицко Милатовић — бубњеви